# Ghan
Cette page contient des caractères spéciaux ou non latins. S’ils s’affichent mal (▯, ?, etc.), consultez la page d’aide Unicode.
Pour l’article homonyme, voir The Ghan (ligne ferroviaire).
Ghan, (ღან, [ɣan], en géorgien) est la 23e lettre de l'alphabet géorgien.

## Linguistique
Ghan est utilisé pour représenter le son [ɣ].
Dans la norme ISO 9984, la lettre est translittérée par « ḡ ».

## Représentation informatique
- Unicode[1] :
  - Asomtavruli Ⴖ : U+10B6
  - Mkhedruli et nuskhuri ღ : U+10E6